# The Man in the Suit
 (juillet 2025).
The Man in the Suit est une web-série américaine crée par Unknowingly, la série est inspirée de Godzilla.

## Synopsis
Un homme obsédé par le rôle du lézard géant emblématique voit son souhait exaucé de la pire des manières possibles et il fusionne avec le costume,.

## Distribution
Unknowingly: réalisateur 
Shaquille O'Neal: production